# 马伊堡
马伊堡（法語：Mailly-le-Château，法語發音：[maji lə ʃato]）是法国勃艮第-弗朗什-孔泰大区约讷省的一个市镇，位于该省中南部，約訥河左岸，属于欧塞尔区。

## 地理
马伊堡（47°35'47"N, 3°38'8"E）面积37.28 平方千米，位于法国勃艮第-弗朗什-孔泰大區约讷省，该省份为法国中北部内陆省份，西接卢瓦雷省，西北接塞纳-马恩省，南至涅夫勒省，东临科多尔省，东北与奥布省接壤。
与马伊堡接壤的市镇（或旧市镇、城区）包括：丰特奈苏富罗讷、约讷河畔梅里、库尔松莱卡里耶尔、克兰、费斯蒂尼、富罗讷、马伊城、约讷河畔特吕西。

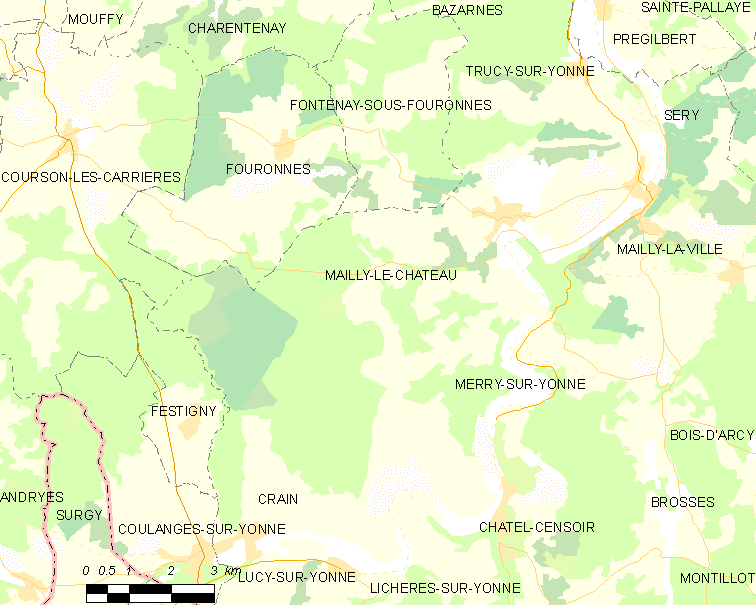
马伊堡的OSM定位图

马伊堡的时区为UTC+01:00、UTC+02:00（夏令时）。

## 行政
马伊堡的邮政编码为89660，INSEE市镇编码为89238。

## 政治
马伊堡所属的省级选区为茹拉维尔县。

## 人口

1962-2008年间马伊堡人口变化图示

马伊堡于2022年1月1日时的人口数量为523人。